# Kognitivismus (psychologie)
Kognitivismus (z lat. cognoscere, kognitivní, poznávací) je teoretický přístup v psychologii, který se začal prosazovat od 50. let 20. století jako odpověď na do té doby převládající behaviorismus. Zaměřuje se zejména na vnitřní psychické pochody a snaží se o porozumění takovým mentálním procesům, jako je paměť, učení, myšlení nebo řešení problémů.

## Historický vývoj
V první polovině 20. století psychologie postupně přestala být „vědou o duševním životě“, jak ji koncem 19. století definoval William James, a stala se spíše „vědou o chování“. Behavioristický přístup, který v té době dominoval psychologii, odmítl metodu introspekce jako nevědeckou a ve snaze učinit z psychologie exaktní vědu omezil předmět jejího studia na objektivně pozorovatelná fakta, tedy především na chování. Lidská mysl byla vnímána jako černá skříňka, do níž nebylo možné vědecky proniknout a dohady o podstatě vnitřních mentálních procesů byly pokládány za pouhé spekulace. Veškeré psychické dění, včetně myšlení a emocí, bylo opomíjeno. Burrhus Frederic Skinner se domníval, že jediné, co může být objektivně studováno a měřeno, je externí stimulus a jemu odpovídající reakce. Tento přístup se však ukázal jako dlouhodobě neudržitelný právě pro svou neschopnost uspokojivě vysvětlit některé aspekty lidského chování, jako například jazyk, řešení problémů či plánování.
V 60. letech 20. století se v rámci behaviorismu začaly prosazovat sociálně-kognitivní teorie učení. Teoretici jako Albert Bandura, Julian Rotter a Walter Mischel na rozdíl od raných behavioristů předpokládali, že lidé nejsou pouhým produktem vnějších vlivů, ale mohou okolní prostředí aktivně modifikovat a vytvářet. Lidské chování v jejich pojetí nebylo jednoznačně determinováno vnějšími podněty a nebylo možné ho vždy vysvětlit zjednodušenou formulí stimulus – reakce. O tom, jak lidé reagují, rozhodují i jejich vnitřní přesvědčení, očekávání a hodnoty. Nové paradigma v psychologii, kognitivismus, se začalo rodit v 50. a 60. letech 20. století v USA. U jeho zrodu stála tzv. kognitivní revoluce, která zasáhla nejen psychologii, ale i lingvistiku, umělou inteligenci, filozofii, neurovědu a antropologii.

## Kognitivní revoluce
V polovině 20. století došlo v mnoha vědních oborech k technickým i teoretickým pokrokům. Jean Piaget uvedl svou teorii kognitivního vývoje, George Armitage Miller publikoval své výzkumy odhalující omezenost lidské paměti, Noam Chomsky podal kritiku behavioristického pojetí jazyka, v níž představuje svou tezi, že jsou to naše vnitřní mentální struktury, spíše než struktury prostředí, které ovlivňují schopnost osvojení jazyka, John McCarthy a Marvin Minsky se stali pionýry na poli umělé inteligence a Allen Newell a Herbert Simon začali využívat počítače k simulaci kognitivních procesů.
S rozvojem výpočetní technologie se objevily myšlenky o potenciálních podobnostech mezi počítačovým programem a lidskou myslí a pochybnosti o tom, zda bude vůbec v budoucnu možné rozlišit lidskou inteligenci od počítačového programu. Alan Turing proto v roce 1950 navrhl test, dnes známý jako Turingův test, jehož podstatou je prověřit, zda se nějaký systém chová inteligentně na základě rozlišitelnosti jeho výstupů (odpovědí) od odpovědí lidských. Právě rozvoj na poli výpočetní technologie a nově se rodící obor umělé inteligence představovaly další podnět pro vznik kognitivní vědy.
Zásadní událostí se stalo interdisciplinární symposium pořádané roku 1956 na Massachusetts Institute of Technology. Právě druhý den tohoto symposia, 11. září 1956, považuje George Miller za moment zrodu kognitivní vědy. Toho dne byly naznačeny trendy budoucího vývoje v kognitivních vědách a experimentální psychologie, teoretická lingvistika a počítačové simulace kognitivních procesů se postupně staly součástí širšího celku spojeného společnými výzkumnými zájmy. Na Harvardově univerzitě bylo roku 1960 založeno „Harvardské centrum pro kognitivní studia“, kde došlo k institucionalizaci a rozvoji kognitivní vědy.

## Kognitivní psychologie
Termín kognitivní psychologie zavedl Ulric Neisser ve své knize Kognitivní psychologie z roku 1965. Neisser ji definoval jako studium toho, jak se lidé učí, strukturují, ukládají a využívají znalosti. Zakladatelé kognitivní psychologie vycházeli z předpokladu, že chování není možné pochopit samo o sobě, neboť výlučné zaměření na vnější projevy poskytuje pouze neúplný obraz toho, proč se lidé chovají tak, jak se chovají. Chceme-li chování porozumět v jeho celistvosti, je nutné zkoumat subjektivní mentální procesy. Kognitivisté proto učinili centrem svého zájmu to, co behavioristé nazývali černou skříňkou a nechávali mimo svou pozornost.
Za předchůdce kognitivní psychologie může být považován již Edward C. Tolman, který rozpracoval koncept „kognitivních map“ a předpokládal, že veškeré chování nepředstavuje pouze reakci na vnější stimuly, ale je zaměřené k určitému cíli. Karl Spencer Lashley zpochybnil behavioristickou představu, že mozek je pouze pasivním orgánem reagujícím na podněty z prostředí. Podle jeho názoru je mozek naopak aktivním a dynamickým organizačním centrem chování. Donald Hebb navrhl teorii učení založenou na posilování neuronových struktur v mozku. O vznik kognitivní psychologie se pak zasloužili především George A. Miller, Jerome Bruner a Ulric Neisser.

## Teoretická východiska

### Hlavní ideje kognitivní teorie
- Pro porozumění lidskému chování je nutné se zaměřit spíše na kognitivní proces než na jeho vnější manifestaci v chování
- Lidé nejsou pouze pasivními respondenty reagujícími na environmentální stimuly
- V procesu výuky lidé aktivně vytvářejí mentální spojení mezi starou a novou informací a organizují svoje znalosti do kategorií a propojených informačních sítí
- Paměť je strukturovaná: je možné odlišit paměť senzorickou, pracovní a dlouhodobou[10]

## Metody kognitivní psychologie
Kognitivní psychologové využívají při svých výzkumech řadu metod. Často jsou využívány laboratorní experimenty, introspekce, psychologické interview, případové studie, pozorování a počítačové modelování a simulace kognitivních procesů. Mnoho experimentů bylo donedávna prováděno v laboratorních podmínkách. Od tohoto prostředí se ale v poslední době upouští a ve větší míře se uplatňuje pozorování v přirozených podmínkách s cílem porozumět myšlenkovým procesům v každodenních situacích. Kognitivní vědci provádějí nejen detailní rozbor operací intelektu, ale i složitých mentálních celků, jakými jsou například řešení vědeckých problémů nebo hraní šachů.
Přínosy kognitivní psychologie:
- Vědeckost – mnoho empirických studií
- Vysoká aplikovatelnost (např. kognitivní terapie)
- Kombinovatelnost s jinými teoretickými přístupy (behaviorismus, biologický přístup)[13]

Omezení kognitivní psychologie:
- Nízká ekologická validita laboratorních experimentů
- Redukcionismus: existují značné rozdíly mezi lidmi a počítači. Mysl nezpracovává informace stejným způsobem, jako počítač, neboť podléhá emocím, afektům, únavě a podobně.
- Tendence ignorovat biologickou složku psychických procesů[13]

## Kognitivní teorie mysli

### Informačně-procesní (výpočetně-reprezentační) pojetí mysli
Mnoho prací na poli kognitivní psychologie spojuje představa, že mysl disponuje mentálními reprezentacemi a výpočetními mechanismy, obdobně jako počítače datovými strukturami a algoritmy. Mysl a počítače disponují určitými podobnými rysy: oba mají vstupy a výstupy, přijaté informace ukládají do paměti a disponují pouze omezenou kapacitou pracovní paměti. Stejně jako je chování počítače ovlivněno tím, jakou informaci mu předložíme, je i lidské chování determinováno (1) dostupnými informacemi z prostředí, (2) způsoby, kterými s informacemi umíme manipulovat a (3) vnitřní strukturou a kapacitou mozku pro zpracování informací.
Klasická informačně-procesní kognitivní psychologie se snaží o rozložení řešení kognitivní úlohy na řadu dílčích kroků a o porozumění jejich charakteristikám z hlediska mentálních reprezentací a na nich operujících psychických procesů.

### Konekcionismus
Konekcionismus je vlivný směr soudobé kognitivní psychologie, který se začal prosazovat od 80. let 20. století. Připomíná filosofickou a psychologickou tradici asocianismu, ale je ve srovnání s ním mnohem propracovanější. Tradiční kognitivní teorie vycházely z předpokladu, že podstatou lidského poznávání je postupná sériová interpretace a transformace mentálních reprezentací. Na místo zastaralé počítačové metafory byla některými vědci dosazena metafora neuronálních spojů a lidské poznání začalo být v této souvislosti vnímáno jako produkt souběžné aktivace mnoha jednoduchých elementů podobných neuronům. K významným představitelům konekcionismu patří američtí psychologové James McClelland, David Rumelhart a filosofové kognitivní vědy Paul Churchland a Patricia Churchlandová.
Základní teze konekcionismu:
- Informace lze rozčlenit na elementy – uzly, které jsou propojeny excitačnímy nebo inhibičními spoji, které mají rozdílnou sílu či závažnost
- Uzly propojené spoji vytvářejí husté konekcionistické sítě
- Znalosti jsou distribuovány po celém systému a poznatek je vždy začleněn do síťových spojů.
- Systém se učí na základě pozměňování síly spojů, takže výstupy mohou být lepší než vstupy
- Různé spoje se mohou aktivovat současně

Dalším zásadním teoretickým předpokladem je existence tzv. skrytých jednotek, které se nacházejí mezi vstupními a výstupními jednotkami. Ke skrytým jednotkám patří například relativně stálé povahové rysy.

### Teorie modulů
Termín "modularita" mysli poprvé použil lingvista, filozof a kognitivní vědec Jerry Fodor v roce 1983. Podle této teorie jsou percepční procesy, jako například zrakové a sluchové vnímání nebo porozumění a produkce řečí, uspořádány ve vrozených účelových modulech nebo systémech vstupů. Každý z těchto modulů funguje zcela nezávisle na ostatních, je automatický, rychlý, řízený podněty z okolí, "povinný" (funguje za každých podmínek stejně) a "informačně zapouzdřený" (každý modul je ohraničen vůči ostatním modulům i vyšším kognitivním celkům).
Na nejnižší úrovni probíhá transdukce, tedy transformace vnějších podnětů do podoby nervových impulsů, na druhé, tzv. vstupní systémové úrovni, probíhá základní rozpoznání a popis informací, na třetí, vyšší úrovni zpracování informací, která zahrnuje přístup ke všem informacím, se vytvářejí složité mentální reprezentace. Ve Fodorově pojetí mají modulární strukturu pouze percepční a nikoli myšlenkové procesy. Tzv. "centrální kognitivní procesy", tj. ty, které tvoří součást myšlení či rozumu máme více pod kontrolou, jsou pomalé, nepovinné (můžeme se rozhodnout, že o něčem budeme nebo nebudeme přemýšlet) a nejsou zapouzdřené.

#### Masivní modularita mysli
Evoluční psychologové jako Leda Cosmides a John Tooby se domnívají, že nejen percepční, ale i myšlenkové procesy podléhají modulárnímu charakteru. Podle jejich teorie existoval v minulosti silný selekční tlak na to, aby se takové schopnosti, jako je používání nástrojů, výběr partnera, učení se řeči apod., v průběhu evoluce vyvinuly v univerzální schopnosti vlastní všem lidem. Tyto schopnosti fungují modulárním způsobem stejně, jako percepční moduly. Lidský mozek tedy sestává z množství vrozených specializovaných mechanismů určených pro řešení konkrétních problémů.
Kritici této teorii vytýkají, že neponechává žádný prostor pro flexibilitu a zřejmou mnohotvárnost lidského chování. Vývojová psycholožka Annette Karmiloff-Smith pak upozorňuje na to, že teorie masivní modularity popírá roli vývoje a učení na lidskou psychiku. Většina současných kognitivních psychologů se přiklání k názoru, že téměř všechny psychické procesy jsou vzájemně propojené a probíhá mezi nimi volná výměna informací.

### Teorie globálního prostoru
Bernard Baars ve své teorii globálního prostoru (model jediného jeviště) předpokládá, že obsahy vědomí se nacházejí v centrálním procesoru, který označuje jako globální pracovní prostor. Na zpracování informací se dále podílejí specializované nevědomé expertní procesory, které odesílají výsledky své aktivity do globálního pracovního prostoru. Výstupy z expertních procesorů, se zpětně šíří po celém systému zpracování informací. Na zpracování informací se podílejí specializované nevědomé expertní procesory a kontexty, tedy předem dané koalice expertních procesorů, které do globálního prostoru sami nevstupují, ale mohou ovlivňovat zprávy tam posílané.

### Teorie dimenzí mysli
Teorie vědomí filosofa a kognitivního vědce Daniela Dennetta vychází z předpokladu paralelního zpracování informací v lidské mysli. Dennett kritizuje karteziánskou představu vědomí coby jeviště, na němž se střetávají tělo a duše. Podle jeho teorie ale vědomí nestojí v centru veškerého zpracování informací, ale je výsledkem celé řady souběžných pracovních prostorů, které spolu soutěží o vstup do vědomí. Představa jednotného, sériového řídícího zařízení tedy může být pouhou iluzí uživatele, který verbálně zaznamenává, komentuje a interpretuje svoji vnitřní zkušenost.
Kritici Dennettovy teorie však upozorňují na to, že ve snaze překonat model jediného jeviště, ho pouze nahradil modelem několika jevišť.

## Aplikace

### Kognitivní a kognitivně-behaviorální psychoterapieterapie
Kognitivní terapie byla etablována v průběhu 60. a 70 let v USA Aaronem Temkinem Beckem a Albertem Ellisem. Opírá se o teze kognitivní psychologie, které zdůrazňují, že organismus nereaguje primárně na své okolí, ale na mentální reprezentace svého okolí. Cílem kognitivní terapie je snaha o nahrazení maladaptivních mentálních reprezentací a iracionálních přesvědčení objektivně funkčními a racionálními.
Kognitivně-behaviorální terapie, která vznikla v 80. letech spojením těchto dvou přístupů, vychází z předpokladu, že příčina psychických potíží tkví v chybných, naučených způsobech chování a myšlení, které jsou dlouhodobě udržovány vnějšími i vnitřními faktory. V průběhu terapie se klienti tyto nežádoucí, subjektivně zkreslené způsoby myšlení odnaučují a nahrazují je adaptivnějšími.